# Place Royale (Reims)

Place Royale

De Place Royale is een plein in de Franse stad Reims.
Het plein is gelegen in het historische centrum van de stad, naast het plein Place du Forum. Het plein werd aangelegd tijdens de regeerperiode van koning Lodewijk XV in de 18e eeuw. Met de bouw werd begonnen in 1757.
Het plein is omgeven door classicistische gebouwen met arcaden. Aan een zijde ligt het gebouw van de onderprefectuur van het arrondissement Reims, dat voor de Franse Revolutie dienst deed als Hôtel des Fermes. In het midden van het plein staat een bronzen standbeeld van koning Lodewijk XV als Romeins keizer. Dit beeld werd ontworpen door Pierre Cartellier en ingehuldigd in 1818. Het verving een eerder standbeeld van Lodewijk XV van de hand van Jean-Baptiste Pigalle uit 1765, dat werd vernield tijdens de Franse Revolutie.

## Afbeeldingen

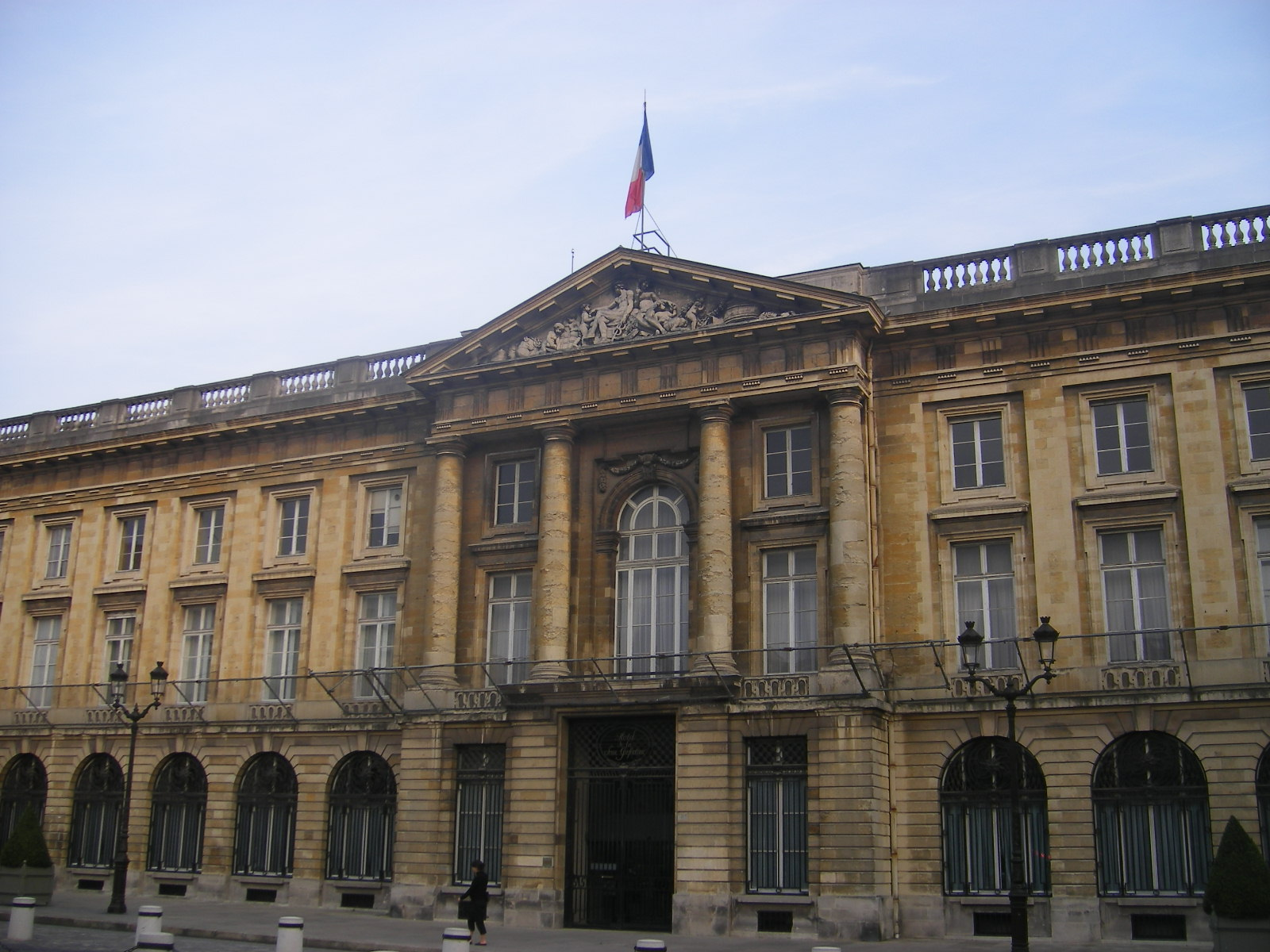
De onderprefectuur van Reims
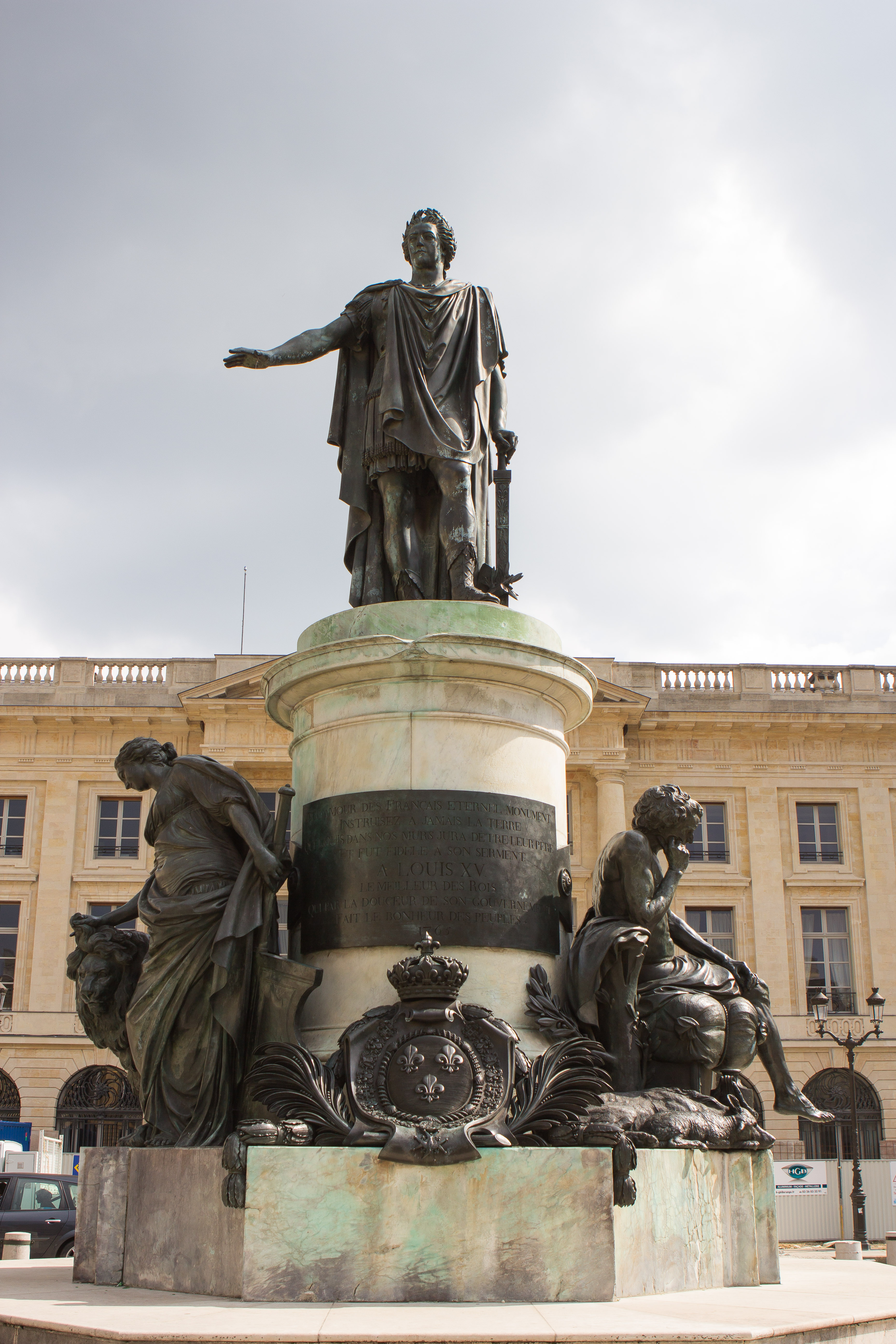
Standbeeld van Lodewijk XV van Frankrijk
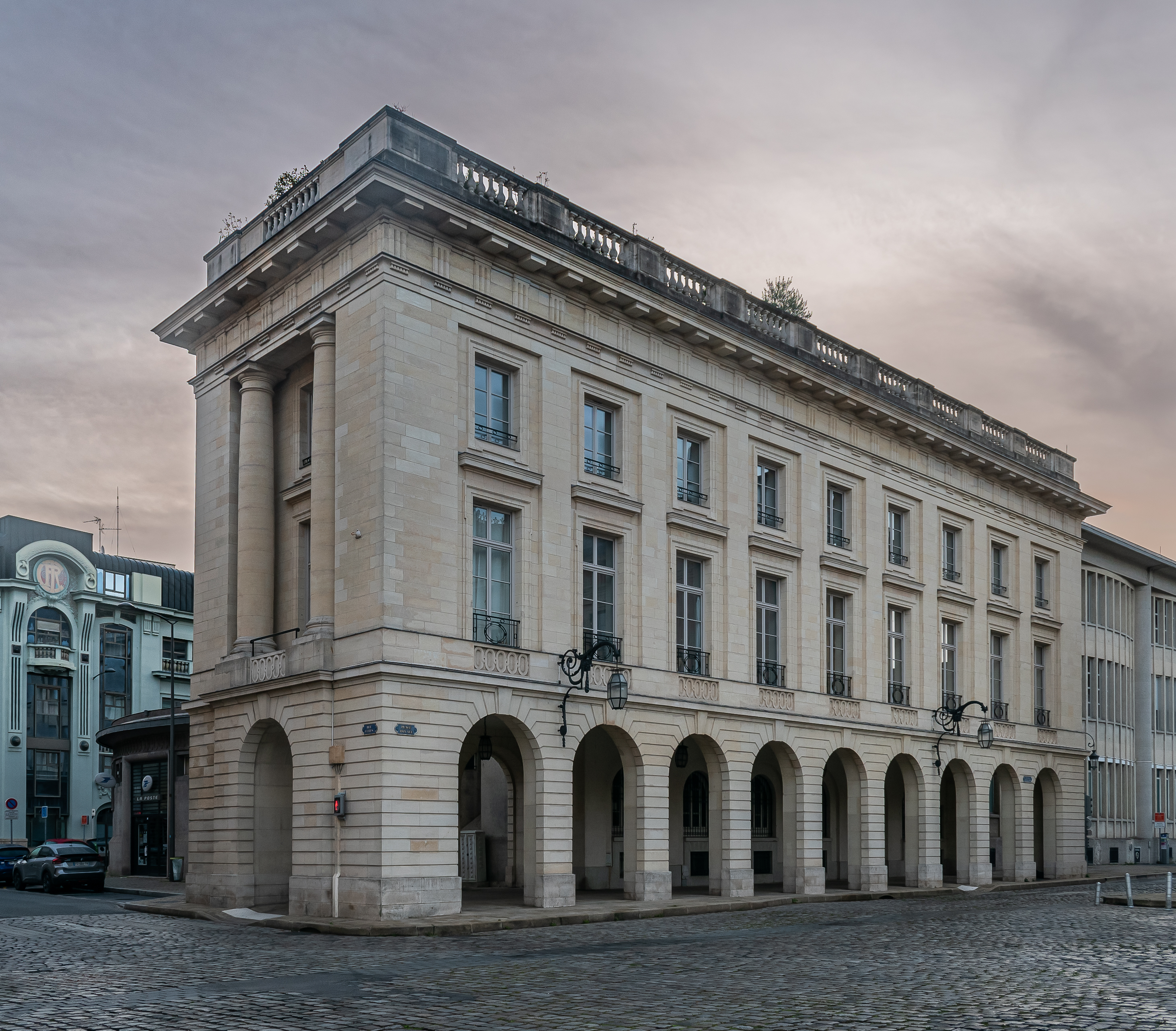
Hôtel des Postes